# Ялтинський водогін

Вхідний портал Ялтинського водогону

Ялтинський водогін у середині

Ялтинський водогін — водогін, споруджений для водопостачання міста Ялта, Крим, Україна.
Розробка проекту була розпочата у середині ХХ сторіччя. В 1960-х роках на річці Манаготри над селом Щасливе (аул Біюк-Узенбаш) споруджено греблю, що створило Щасливинське водосховище (об'єм — 11,8 млн м³), з висотою дзеркала води водосховища — близько 395 метрів над рівнем моря. Під Ялтинською яйлою (що досягає 1270 метрів над рівнем моря) був пробитий тунель завдовжки 7460 метрів, тунелем вода самопливом прямує до Ялтинського гідровузла, що розташований на висоті 360 метрів над рівнем моря.
Незабаром до Щасливенського гідротехнічного комплексу увійшло ще одне водосховище — Загорське (об'єм — 28 млн м³), побудоване у верхів'ях річки Качи.
Будівництво було розпочато в 1959, у грудні 1963 року відбулася стиковка тунелю з Північного і Південного порталів. Роботи велися дуже швидкими темпами. Експлуатуватися тунель, прокладений під Ай-Петрі, на глибині 650 метрі, почав в 1964 р
Ялтинський тунельний водогін було споруджено за проектом Інституту «Укрдіпроводгосп», генпідрядник — трест «Кримводбуд», а субпідрядник — севастопольське БУ-528.
Кошторисна вартість проекту в цінах 1963 року — 22 мільйони карбованців.
Тунель прокладено у сейсмонебезпечній зоні, у південній частині через пласти аргілітів, що мають властивість набухання при їх зволоженні або зіткненні з вологим повітрям.
Тому вже в 1979 р водогін почав викликати у фахівців занепокоєння: в його бетонній «сорочці» з'явилися тріщини. У 1988 році в окремих місцях майже трисантиметрові тріщини досягали 20-метрової довжини. Найбільше руйнації зазнала південна частина тунелю.
У 1988 році харківський «УкркоммунНІІпроект» розробив проект будівництва дублюючого водогону, приблизно прямуючого паралельно старому, завдовжки 7253 м. Проходку тунелю мали виконувати в чотири етапи і здати в експлуатацію новий водогін через 3,5 року. Планувалося звести перемички між новим і старим тунелями, щоб можна було направити воду новим водогоном і приступити до ремонту старого. Перша перемичка на відстані 800 м від початку тунелів, друга мала бути побудована на відстані 2,6 км.
Проте через фінансову кризу 1990-х фінансування проекту було припинено. На 1995 рік прохідниками Тульської будівельної організації було пройдено всього 1615 метрів. Причому забетоновано було тільки 140 метрів, решту нового тунелю тимчасово закріпили залізобетонними тюбінгами. На початок ХХІ сторіччя новий водогін знаходиться у стадії руйнації.
У 2001 році, з держбюджету України як субвенцію було виділено 2,2 млн гривень, будівельники СУ-528 повністю освоїли ці гроші, завдяки чому «одягли» в бетонну сорочку ще 400 метрів виробки.
- Вхідний портал — 44°34′09″ пн. ш. 34°04′05″ сх. д. / 44.56917° пн. ш. 34.06806° сх. д.